# فينتشنزو بيبي
فينتشنزو بيبي (بالإيطالية: Vincenzo Pepe)‏ (4 أبريل 1987 في إيطاليا - ) هو لاعب كرة قدم إيطالي في مركز جناح ‏. شارك مع منتخب إيطاليا تحت 16 سنة لكرة القدم. أما مع النوادي، فقد لعب مع نادي أفيلينو ونادي بارما ونادي برو فيرتشيلي ونادي بيسكارا ونادي ساليرنيتانا ونادي فينيزيا ونادي كريمونيسي ونادي مسينا وItaly national football C team ‏ وايه إس دي سامبينديتيس كالتشيو ‏ و وAbano Calcio ‏ وASD Martina Calcio 1947 ‏ وإيه جي نوسرينا 1910 ‏ وSSD Ischia Calcio ‏ ولانشانو كالتشيو 1920 ‏.

## وصلات خارجية
- فينتشنزو بيبي على موقع قاعدة بيانات كرة القدم.إي يو (الإنجليزية)
- فينتشنزو بيبي على موقع Soccerway.com (الإنجليزية)
- فينتشنزو بيبي على موقع عالم كرة القدم.نت (الإنجليزية)